# Пален (лунный кратер)
Кратер Пален (лат. Von der Pahlen) — крупный древний ударный кратер в южном полушарии обратной стороны Луны. Название присвоено в честь русского и немецкого астронома Эммануила Анатольевича Палена (1882—1952) и утверждено Международным астрономическим союзом в 1970 г. Образование кратера относится к нектарскому периоду.

## Описание кратера

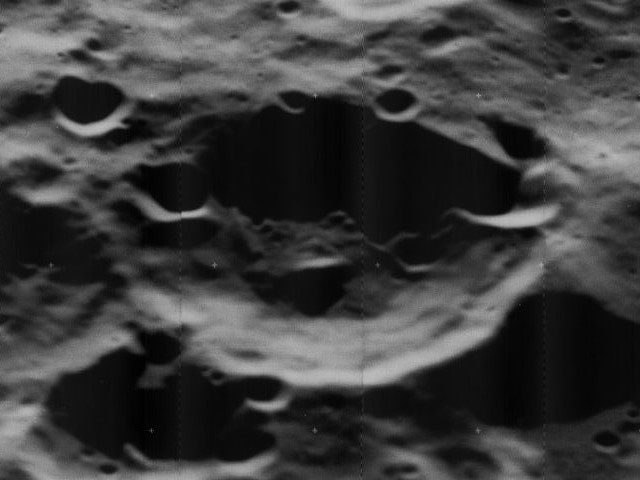
Снимок зонда Lunar Orbiter - V.

Ближайшими соседями кратера являются кратер Стрёмгрен на севере; кратер Герасимович на востоке-северо-востоке; кратер Коноплёв на востоке-юго-востоке и кратер Дас на западе-юго-западе. Селенографические координаты центра кратера 24°50′ ю. ш. 133°01′ з. д. / 24,84° ю. ш. 133,01° з. д., диаметр 53,9 км, глубина 2,4 км.
Кратер Пален имеет близкую к циркулярной форму и значительно разрушен. Вал сглажен западная часть вала отмечена несколькими небольшими кратерами, южная часть вала практически сравнялась с окружающей местностью. Высота вала над окружающей местностью достигает 1180 м, объем кратера составляет приблизительно 2600 км³. Дно чаши относительно ровное, в центре чаши находится небольшой центральный пик и маленький кратер примыкающий к нему с восточной стороны.

## Сателлитные кратеры
| Пален | Координаты                                              | Диаметр, км |
| ----- | ------------------------------------------------------- | ----------- |
| E     | 24°31′ ю. ш. 128°55′ з. д. / 24,52° ю. ш. 128,91° з. д. | 32,5        |
| H     | 27°13′ ю. ш. 128°02′ з. д. / 27,21° ю. ш. 128,04° з. д. | 33,5        |
| V     | 23°47′ ю. ш. 136°01′ з. д. / 23,78° ю. ш. 136,02° з. д. | 18,7        |

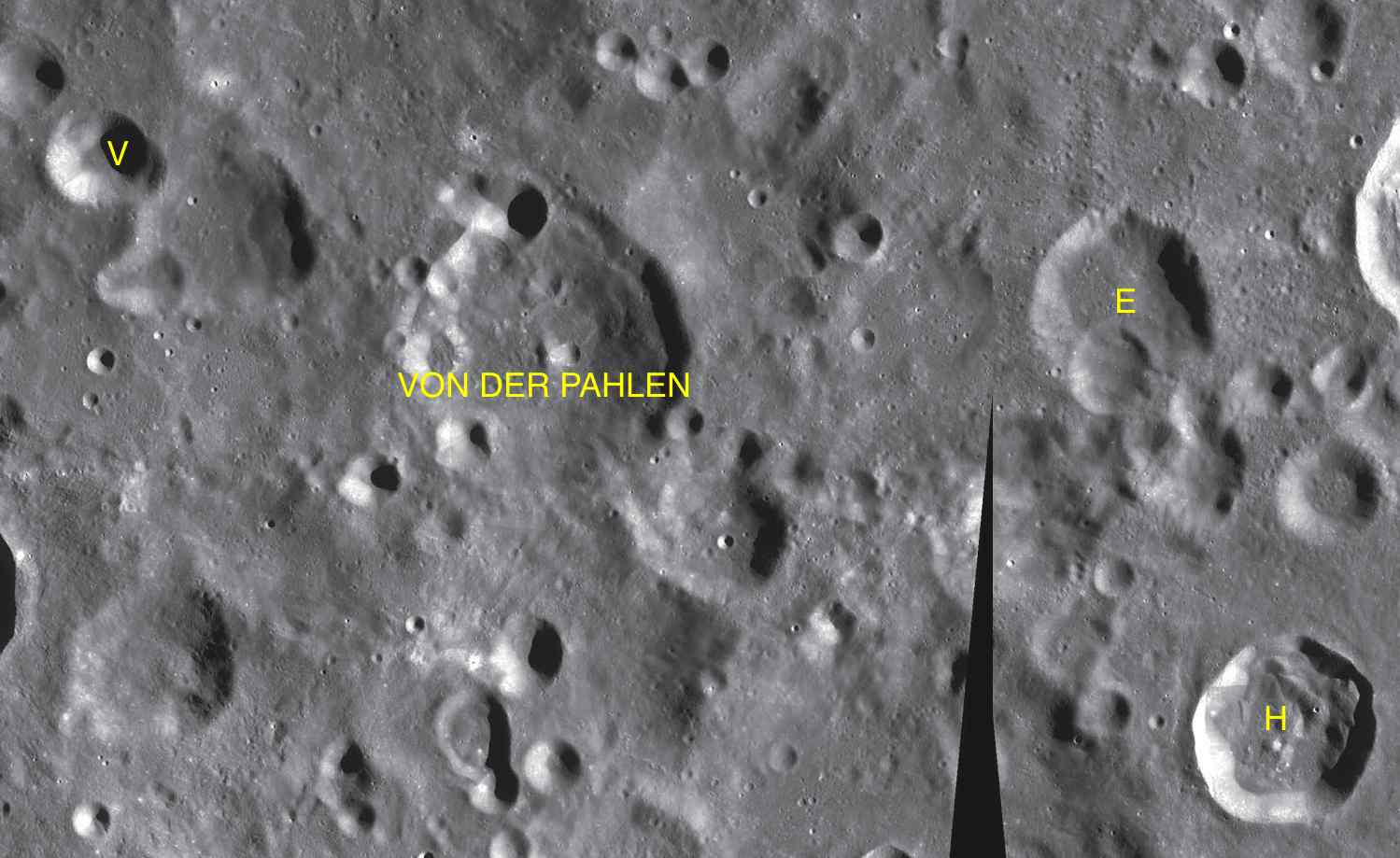
Фрагменты карт LAC-106, LAC-107.

- Образование сателлитного кратера Пален H относится к эратосфенскому периоду[1].